# リヒャルト・アスマン

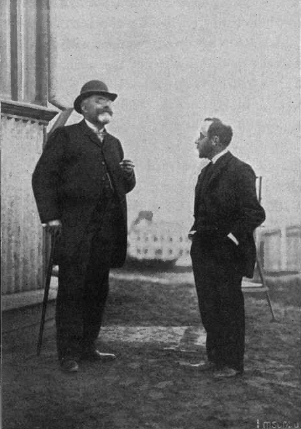
リヒャルト・アスマン(左)とアルトゥル・ベルソン(右)

リヒャルト・アスマン(Richard Aßmann、1845年4月13日 - 1918年5月28日）はドイツの気象学者・医師。マクデブルク出身。

## 生涯
1868年、彼はベルリンで医学博士号を授与され、1870年から1879年にかけてはブランデンブルク州のメルキッシュ＝オーダーラント郡にあるBad Freienwaldeという町で開業医を営んだ。1879年には薬学を学ぶためにマクデブルクに戻り、ハレ大学で行った派生的な研究により博士号を授与され、それを受けてベルリンの王立気象研究所の科学官となった。1905年から1914年にかけて、彼はリンデンベルクのプロシア王立航空観測所の所長となり、その後ギーセン大学名誉教授となった。
リヒャルト・アスマンは高層大気の調査に特に興味を持っており、高層気象学の分野の先駆者である。彼は1900年頃にドイツのゴム会社コンチネンタルとともに、薄くて軽く良く伸びるゴム製の気球を開発した。アスマンの密閉式ゴム製の気球の特徴は、安価で使い捨てできたこと、平衡高度になることがないため膨張して破裂するまで上昇できることと、そのため同じ高度に留まることによる日射や換気不足の影響を受けないことだった。また、短時間で上昇して破裂するため風に流される距離が少なく、パラシュートを使って観測地点からそれほど遠くない地点で自記測定器を回収できた。これら数多くの利点があったことから、その後高層気象観測はゴム製気球によって世界各地で広く行われるようになり、それは今でも続いている。彼はレオン・ティスラン・ド・ボール (1855-1913) とともに、成層圏の共同発見者と評価されている。両者は1902年のほぼ同時期に、それぞれが成層圏発見を報告している。
1887年から1892年にかけて、彼は飛行船の設計者ハンス・ジーグスフェルト（Rudolf Hans Bartsch von Sigsfeld：1861-1902）と共同で、大気の気温と湿度を正確に測るための乾湿計を開発した。これは感温部を日光から遮蔽してあるもので、高高度の風船において信頼性のある気温と露点の観測を可能にした測定器はこれが最初であった。この測定器の製造はRudolf Fuess (1838-1917)の工場で行われた。
1888年から1899年にかけて、彼はVerein zur Förderung der Luftschifffahrtのメンバーであった。そこで彼は大気の研究のために観測用風船の飛揚を組織した。彼はまた気象学の知識を大衆に広めた事でも知られ、いくつかの科学新聞や科学雑誌の中で彼は重要な役割を果たした。1884年から彼が亡くなるまで、彼は大衆向けの月刊誌「Das Wetter」（「天気」）を発行した。1903年に彼は気象学者アルトゥル・ベルソン(1859-1942)と共にオランダ王立科学アカデミーからボイス・バロット・メダルを受賞した。
日本の初代高層気象台長となった大石和三郎は、1912年からリンデンベルク高層気象台に留学してアスマンから親しく教えを受けた後、日本の高層気象台を開設している。日本の高層気象観測はアスマンが原点ともいえる。